# Une balle dans le canon
Pour plus de détails, voir Fiche technique et Distribution.
Une balle dans le canon est un film français réalisé par Michel Deville et Charles Gérard sorti en 1958.

## Synopsis
Deux jeunes « paras » de retour d'Indochine, Tony et Dick, investissent, dans une boîte de Pigalle le « Tip Tap », les 25 millions que leur a confiés « Le Maltais ». Mais ce dernier réapparait et réclame son argent. Obligés de vendre, les deux jeunes gens seront joués par « Pépère », l'ancien propriétaire de la boîte, qui périra tragiquement avec Dick alors que Tony sera arrêté pour un meurtre qu'il n'a pas commis.

## Fiche technique
- Titre : Une balle dans le canon
- Réalisation : Michel Deville et Charles Gérard
- Scénario : Albert Simonin (d'après son roman), Charles Gérard et Michel Deville
- Dialogues : Albert Simonin
- Décors : Marcel Mary
- Photographie : Claude Lecomte
- Opérateur : Robert Foucard
- Musique : Raymond Bernard
- Montage : Bernard Lefèvre
- Son : André Louis
- Maquillage : Jackie Raynal
- Photographe de plateau : Jean Schmidt
- Script-girl : Brigitte Muel
- Régisseur : Lucien Denis
- Production : Filmatec
- Chef de production : Michel et François Sweerts
- Directeur de production : Maurice Hartwig
- Distribution : Corona
- Tournage du 3 au 30 juin 1958
- Pays de production :  France
- Format : noir et blanc - mono - pellicule 35mm
- Genre : Policier
- Durée : 85 min environ
- Date de sortie : 
  - France : 19 novembre 1958

## Distribution
- Pierre Vaneck : Tony, l'ancien « para »
- Mijanou Bardot : Brigitte Geoffrain
- Paul Frankeur : « Pépère », l'ancien propriétaire du « Tip Tap »
- Roger Hanin : Dick, l'ancien « para »
- Jean Rochefort : Léopold, le barman du « Tip Tap »
- Don Ziegler : le Maltais
- Colette Duval : Colette
- Gérard Buhr Alberto, un homme de main de « Pépère »
- Hazel Scott : La chanteuse de la boîte
- Michael Lonsdale : Mr Doory, le vendeur de champagne
- Pierre Cordier
- Mario David : Le protecteur évincé
- Robert Le Béal : Mr Geoffrain
- Jean-Pierre Moutier
- Guy-Henry : Un inspecteur de la P.J
- Yves Arcanel : Un inspecteur de la P.J
- Roger Desmare
- Bruno Balp
- Marcel Rouzé : Le gardien Legendre